# Навигатор (фильм, 1988)
«Навигатор» — полноэкранный фильм 1988 года совместного производства Австралии-Новой Зеландии режиссёра Винсента Уарда. Картина стала обладателем нескольких призов, включая кинопремию австралийского киноинститута в номинации за лучший фильм, а также нескольких премий европейских фестивалей фэнтезийных фильмов. В американском видеопрокате картина вышла под названием «The Navigator: An Odyssey Across Time».

## Описание сюжета
Во время эпидемии чёрной смерти в Англии XIV века люди в отдалённой камбрийской деревне со страхом слушают рассказы об ужасной чуме, охватившей весь мир. В попытке предотвратить появление инфекции они руководствуются видениями мальчика по имени Гриффин, имеющего репутацию предсказателя. При поддержке самого известного авантюриста деревни, человека по имени Коннор, который боготворит Гриффина, группа сельчан отправляется в близлежащую пещеру. Собрав медную руду и переплавив её в форме, они зарывают металл в землю, спеша успеть всё вовремя и до прихода следующего полнолуния, чтобы сделать священный крест и установить его на «самой большой церкви во всём христианском мире» в качестве подношения за защиту Бога.
Пока месяц ещё «растёт», сельчане прорываются по туннелю с гладкими стенами и затем, найдя лестницу, поднимаются туда, где уже современное время конца XX века в Новой Зеландии. До этого момента фильм шёл в чёрно-белых тонах (с некоторыми цветными, иллюстрирующими видения Гриффина). Теперь же приключение продолжается в цвете. Сельчане изумлены различных технологиям, не задаваясь вопросом, в каком они году, полагая, что такое может быть реальностью в крупных городах в их время. Но Гриффину не даёт покоя мрачное предвидение, тогда как сельчане приближаются к цели своих поисков.
Далее в фильме происходит резкая смена сцен и зрителям лишь остаётся гадать, что же происходило дальше.

## Актёрский состав
- Брюс Лайонс — Коннор
- Крис Хэйвуд — Эрно
- Хэмиш Мак-Фэрлэн — Гриффин
- Маршалл Напье — Сэрл
- Ноэль Эпплбай — Ульф

## Саундтрек
Саундтрек фильма написан Дэйвудом Табризи и основан на большом разнообразии музыкальных стилей, включая кельтскую музыку и шотландскую военную музыку, григорианское пение и мелодии горняков XIX века с влияниями стран Ближнего Востока.

## Критика

### Награды
- Fantafestival, Рим: приз жюри в номинации за лучший фильм[3].
- Кинофантастика, международный кинофестиваль в Каталонии, Испания: за лучший фильм[4].
- International Festival of Fantasy Films, Мюнхен: за лучший фильм.
- Australian Film Institute Awards: за лучший фильм, за лучшую режиссуру, за лучшую киносъёмку, за лучшую редакцию, за лучшее оформление, за лучшие костюмы.
- Oporto Film Festival, США: Best Film (1989).
- New Zealand Film and Television Awards: за лучший фильм, за лучшую мужскую роль (Хэмиш Мак-Фэрлэн), за лучшую женскую роль второго плана (Сара Пеирш), за лучшую мужскую роль второго плана (Ноэль Эпплбай), за лучший кинематограф, за лучший звук, за лучшую режиссуру, за лучшую редакцию, за лучшие оценки фильму, за лучший оригинальный сценарий, за лучшее оформление[5].